# Cucurbita pepo
Espèce
Variétés de rang inférieur
- Cucurbita pepo var. melopepo (L.) Alef.
- Cucurbita pepo var. ovifera (L.) Alef.
- Cucurbita pepo var. ozarkana B.D.Sm. & C.W.Cowan
- Cucurbita pepo var. pepo L.
- Cucurbita pepo var. texana (Scheele) D. Decker

Classification phylogénétique
Cucurbita pepo est une espèce de plantes à fleurs de la famille des Cucurbitaceae, qui regroupe plusieurs variétés de courges de formes, de couleurs et de tailles très différentes : les courgettes cultivées, les pâtissons, la vraie citrouille, ainsi que des plantes ornementales appelées coloquintes.

## Origine et taxonomie
Les différences morphologiques au sein de l'espèce C. pepo sont si vastes que ses différentes sous-espèces et cultivars ont été identifiés à tort comme des espèces totalement séparées. Ces vastes différences sont enracinées dans sa distribution géographique étendue. C. pepo est l’une des plus anciennes, sinon la plus ancienne des espèces domestiquées,,. Les lieux les plus anciens connus se trouvent dans le sud du Mexique, à Oaxaca, il y a 8 000 à 10 000 ans, et à Ocampo , dans l'État de Tamaulipas, au Mexique, il y a environ 7 000 ans,,. Son ancien territoire s'étendait au nord jusqu'au Texas et remontait la vallée du Grand Mississippi jusqu'en Illinois, puis se dirigeait vers la Floride et peut-être même jusqu'au Maine.
Il s’agit d’une des nombreuses plantes cultivées dans l’Amérique du Nord préhistorique. On sait qu'elle est apparue dans le Missouri il y a au moins 4 000 ans. Certaines variétés poussent dans les régions arides et d'autres dans les régions humides.
Les débats sur l'origine de C. pepo se poursuivent depuis au moins 1857. Traditionnellement, deux théories s'opposent sur son origine :
1. C. pepo serait un descendant direct de l'espèce sauvage Cucurbita texana (en) ;
2. Une théorie plus récente est que C. pepo serait un descendant de Cucurbita fraterna (en) et s'est hybridé avec C. texana,  donnant lieu à deux événements de domestication distincts dans deux zones différentes : l'une au Mexique et l'autre dans l'est des États-Unis, avec C. fraterna et C. texana, respectivement, comme espèce ancestrale[5],[7],[8],[9]. C. pepo est peut-être apparu dans l'Ancien Monde avant de quitter le Mexique pour l'Amérique du Sud.

On trouve C. pepo du niveau de la mer à un peu plus de 2 000 m (6 600 pieds). Les feuilles ont trois à cinq lobes et mesurent 20–35 cm de large. Toutes les sous-espèces, variétés et cultivars sont conspécifiques et interfertiles. L'ADN polymorphe amplifié au hasard s'est avéré utile pour trier les relations des espèces, variétés et cultivars de C. pepo, montrant que peu de cultivars modernes, voire aucun, ont été originaires de C. texana. Ils sont associés à C. fraterna ou à un spécimen ancestral encore inconnu du sud du Mexique.
C. pepo sauvage se trouve toujours dans les mêmes zones que C. fraterna au Mexique. Leurs isoenzymes sont très similaires. C. pepo a plus de similitudes avec C. fraterna qu'avec C. texana, qui est également prétendu être un ancêtre de C. pepo. Tous les allèles de C. fraterna étudiés se retrouvent également chez C. pepo.  Par conséquent, C. fraterna est le plus proche parent de C. pepo. C. pepo est très probablement une forme domestiquée précoce de C. fraterna. C. fraterna se croise bien avec C. pepo et C. texana. Contrairement à la plupart des espèces sauvages de Cucurbita, des spécimens de fruits de C. fraterna ont été trouvés qui n'étaient pas amers. Son habitat habituel est constitué de zones sèches de garrigues. C. pepo pourrait être une compilo-espèce de C. fraterna et C. texana, qui semblent être deux espèces initialement séparées,.
Sur la base de l'analyse d'allèles génétiques, deux groupes distincts apparaissent au sein de C. pepo :
- citrouille, criolla et courge à la moelle font partie du premier groupe ;
- coloquintes ornementales, cou tors (crookneck), courges turbinées (acorn), pâtissons (scallop) et quelques autres font partie du second[9],[10].

C. fraterna est génétiquement plus proche du premier groupe et C. texana est génétiquement plus proche du deuxième groupe. Les gourdes ornementales trouvées au Texas s'appellent var. texana et ceux trouvés en dehors du Texas (Illinois, Missouri, Arkansas, Oklahoma et Louisiane ) sont appelés var. ozarkana.  Dans une étude de 1989 sur les origines et le développement de C. pepo, Paris a suggéré que le spécimen sauvage d'origine était un petit fruit rond et que la citrouille moderne en était le descendant direct. Il a également suggéré que la cou tors (crookneck), la gourde ornementale et le pétoncle étaient des variantes précoces, et que la courge gland était un croisement entre le pétoncle et le potiron.
Plusieurs taxons ont été proposés, mais à partir de 2012, aucun n'a été accepté universellement. En 2002, les conventions sur les taxons proposées par Decker-Walters étaient les suivantes :
- C. pepo subsp. pepo - citrouilles cultivées, courgettes, courges orange (Orange Ball et Orange Warted) ;
- C. pepo subsp. ovifera var. ovifera - cou tors, pâtissons, courges turbinées, coloquintes ornementales ;
- C. pepo subsp. ovifera var. ozarkana - populations sauvages de la vallée du grand Mississippi et du plateau Ozark ;
- C. pepo subsp. ovifera var. texana - populations sauvages du Texas ;
- C. pepo subsp. fraterna - populations sauvages du nord-est du Mexique.

Une étude réalisée en 2003 par H. S. Paris et al. a reconnu trois sous-espèces :
- Cucurbita pepo subsp. Fraterna ;
- Cucurbita pepo subsp. pepo ;
- Cucurbita pepo subsp. texana.

En 1986, le botaniste Paris a proposé une taxonomie de C. pepo composée de huit groupes comestibles basés sur leur forme de base. Tous les cultivars de C. pepo, à l'exception de quelques-uns, peuvent être inclus dans ces groupes,,,. Ces huit variétés comestibles cultivées de C. pepo varient considérablement en forme et en couleur ; une des variétés cultivées est non comestible.
| Groupe de cultivars                             | Nom botanique                                           | Image | Description |
| ----------------------------------------------- | ------------------------------------------------------- | ----- | --- |
| Courge turbinée                                 | C. pepo var. turbinata                                  |       | Courge d'hiver, plante grimpante et rampante, de forme obovoïde ou conique, pointue au sommet et dotée de rainures longitudinales, ressemblant ainsi à une toupie Exemple : courge poivrée (ou courgeron), |
| Courge à la moelle Cocozelle (vegetable marrow) | C. pepo var. ionga                                      |       | Courge d'été, long fruit rond et mince, légèrement bulbeux au sommet, semblable au fastigata Exemple : cocozelle von tripolis, |
| Cou tors (crookneck)                            | C. pepo var. torticollia                                |       | Courgette d'été, plante arbustive, à fruits jaunes, dorés ou blancs, longue et recourbée à l'extrémité, généralement à croûte verruqueuse (couverte d'une verrue) Exemple : courge cou tors (crookneck) jaune, |
| Citrouille                                      | C. pepo var. pepo                                       |       | Courge d'hiver, plante rampante, de forme ronde, oblate ou ovale, ronde ou plate aux extrémités Exemple : citrouille ; comprend C. pepo subsp. pepo var. styriaca, utilisé pour l'huile de pépin de courge styrienne, ; |
| Pâtisson                                        | C. pepo var. clypeata; appelée C. melopepo par Linnaeus |       | Courge d'été, préfère les habitats semi-arbustifs, de forme aplatie ou légèrement discoïdale, avec ondulations ou bords équatoriaux Exemple : courge pâtisson, |
| Cou droit                                       | C. pepo var. recticollis                                |       | Courge d'été, plante arbustive, à fruits jaunes ou dorés et à la peau verruqueuse, semblable au var. torticollia mais avec une extrémité de tige qui se rétrécit Exemple : courge d'été jaune, |
| Courge spaghetti                                | C. pepo var. fastigata                                  |       | Courge d'été et d'hiver, traits de liane et demi-arbuste, couleur crème à vert foncé, fruit rond et court avec un sommet légèrement large Exemple : courge spaghetti (une variété d'hiver), |
| Courgette                                       | C. pepo var. cylindrica                                 |       | Courgette , |
| Coloquinte ornementale                          | C. pepo var. ovifera                                    |       | Courges non comestibles étroitement associées à C. texana, habitat de la vigne, tiges minces, petites feuilles, trois sous-groupes: C. pepo var. ovifera (en forme d'œuf ou de poire), C. pepo var. aurantia (couleur orange) et C. pepo var. verrucosa (courges verruqueuses rondes) ; les courges ornementales trouvées au Texas sont appelées var. texana et les coloquintes ornementales trouvées en dehors du Texas (Illinois, Missouri, Arkansas, Oklahoma et Louisiane) sont appelées var. ozarkana. |

Parmi les variétés les plus connues, on peut mentionner :
- la black beauty ;
- la courge patidou (ou sweet dumpling) ;
- la delicata (ou sweet potato) ;
- la courge de Styrie (var. styriaca), à huile (ses graines sont sans écale), dont la variété Lady Godiva ;
- la longue blanche de Sicile ;
- la melonette Jaspée de Vendée ;
- la pomarine ;
- la sucrière du Brésil ;
- etc.

## Utilisations
Les fruits de cette plante sont consommés la plupart du temps cuits.
Par ailleurs, les feuilles peuvent également être consommées et sont appelées brède citrouille à La Réunion.